# ATC 코드 D05
ATC 코드 D05는 ATC 코드의 건선치료제로 작용하는 약물을 정리한 코드이다.

ATC 코드 D 피부과의 하위그룹을 이룬다.
ATCvet 코드에서는 이 그룹이 "QD05 각질지루성 질환 치료제"로 분류된다.

## D05A 국소사용 건선치료제
ATCvet 코드에서는 이 그룹이 "QD05A 국소사용 각질지루성 질환 치료제"로 분류된다.

### D05AC 안트라센 계열
D05AC01 Dithranol
D05AC51 Dithranol, combinations

### D05AD 국소사용 프솔라렌 계열
D05AD01 Trioxysalen
D05AD02 Methoxsalen

### D05AX 국소사용 기타 건선치료제
ATCvet 코드에서는 이 그룹이 "QD05AX 국소사용 기타 각질지루성 질환 치료제"로 분류된다.
D05AX01 Fumaric acid
D05AX02 Calcipotriol
D05AX03 Calcitriol
D05AX04 Tacalcitol
D05AX05 Tazarotene
D05AX52 Calcipotriol, combinations

## D05B 전신사용 건선치료제
ATCvet 코드에서는 이 그룹이 "QD05B 전신사용 각질지루성 질환 치료제"로 분류된다.

### D05BA 전신사용 프소랄렌 계열
D05BA01 Trioxysalen
D05BA02 Methoxsalen
D05BA03 Bergapten

### D05BB 건선치료를 위한 레티노이드
D05BB01 Etretinate
D05BB02 Acitretin

### D05BX 전신사용 기타 건선치료제
ATCvet 코드에서는 이 그룹이 "QD05BX 전신사용 기타 각질지루성 질환 치료제"로 분류된다.
D05BX51 Fumaric acid derivatives, combinations